# Antonia Contreras
Antonia Contreras (Madrid, 1858-València, 19 o 20 de febrer de 1896) va ser una actriu espanyola que va assolir molt d'èxit a Espanya i Amèrica Llatina.
Va ser actriu jove i, més endavant, primera actriu de les companyies de Rafael Calvo i d'Antonio Vico i d'Elisa Boldún. Va distingir-se com una actriu versàtil en qualsevol mena de paper, fos drama o tragèdia i fins i tot amb papers poc rellevants. Destacà en la interpretació d'obres teatrals del Romanticisme, especialment les de José Echegaray.
Va assolir molt d'èxit tant a Espanya com a l'Amèrica Llatina. El 1873 estrenà en el Teatre Español de Madrid la comèdia Cómo empieza y cómo acaba de Jacinto Benavente, que va ser l'èxit més gran de la seva carrera. Més tard realitzà un gira per l'Amèrica Llatina amb la companyia de Rafael Calvo, on arribà amb una fama ja ben establerta. Quan va tornar a Espanya, s'integrà a la companyia d'un dels seus mestres, Antonio Vico, amb qui va romandre fins a 1895 com a primera actriu. Entre les diferents funcions en què va participar, el 1880 i el 1882 va assolir molt d'èxit amb les obres Conflicto entre dos deberes i Haroldo el Normando, d'Echegaray, i amb El lazo eterno, llegenda dramàtica de Luis Calvo, respectivament.
Va morir prematurament a València, el 19 o 20 de febrer de 1896.